# 2. divisjon 2018 (football americano norvegese)
La 2. divisjon 2018 è la 3ª edizione del campionato di football americano di terzo livello, organizzato dalla NAIF.

## Squadre partecipanti
| Club                    | Città       | Stadio | Sponsor ufficiale | Risultato nella stagione 2017 |
| ----------------------- | ----------- | ------ | ----------------- | ----------------------------- |
| Ålesund Phoenix         | Ålesund     |        |                   |                               |
| Åsane Seahawks 2        | Bergen      |        |                   |                               |
| Drammen Warriors        | Drammen     |        |                   |                               |
| Fredrikstad Kings       | Fredrikstad |        |                   |                               |
| Haugesund Hurricanes    | Haugesund   |        |                   |                               |
| Kongsvinger Fortress    | Kongsvinger |        |                   |                               |
| Lillestrøm Starfighters | Lillestrøm  |        |                   |                               |
| Lura Bulls              | Sandnes     |        |                   |                               |
| NTNUI Nidaros Domers    | Trondheim   |        |                   |                               |
| Oslo Vikings 2          | Oslo        |        |                   |                               |
| Sand Falcons            | Ullensaker  |        |                   |                               |
| Tønsberg Raiders        | Tønsberg    |        |                   |                               |
| Tromsø Trailblazers     | Tromsø      |        |                   |                               |

## Stagione regolare

### Calendario

#### 1ª giornata
| Fredrikstad 7 aprile 2018, ore 14:00 | Fredrikstad Kings | 32 – 18 | Åsane Seahawks 2 | Kongsteenbanen |

#### 2ª giornata
| Trondheim 14 aprile 2018, ore 14:00 | NTNUI Nidaros Domers | 35 – 6 | Tønsberg Raiders | Lade idrettspark |

| Sandnes 15 aprile 2018, ore 15:00 | Lura Bulls | 36 – 0 | Åsane Seahawks 2 | Lura Stadion |

#### 3ª giornata
| Trondheim 28 aprile 2018, ore 14:00 | NTNUI Nidaros Domers | 40 – 7 | Lillestrøm Starfighters | Lade idrettspark |

| Ullensaker 28 aprile 2018, ore 14:00 | Sand Falcons | 35 – 6 | Fredrikstad Kings | Olaløkka |

| 28 aprile 2018, ore 15:30 | Ålesund Phoenix | 7 – 21 | Drammen Warriors |  |

| Åsane 29 aprile 2018, ore 13:30 | Åsane Seahawks 2 | 0 – 48 | Lura Bulls | Rollan |

#### 4ª giornata
| Oslo 5 maggio 2018, ore 14:00 | Oslo Vikings 2 | 0 – 42 | Lura Bulls | Frogner Stadion |

| Tønsberg 5 maggio 2018, ore 14:00 | Tønsberg Raiders | 19 – 6 | Ålesund Phoenix | Gamle idrett |

| Åsane 6 maggio 2018, ore 13:30 | Åsane Seahawks 2 | 0 – 48 | Haugesund Hurricanes | Rollan |

| Tromsø 6 maggio 2018, ore 14:00 | Tromsø Trailblazers | 33 – 0 | Kongsvinger Fortress | Stakkevollan |

#### 5ª giornata
| 12 maggio 2018, ore 15:30 | Ålesund Phoenix | 0 – 48 | NTNUI Nidaros Domers |  |

| Drammen 13 maggio 2018, ore 15:00 | Drammen Warriors | 28 – 12 | Lillestrøm Starfighters | Berskog idrettspark |

#### 6ª giornata
| 19 maggio 2018, ore 15:30 | Ålesund Phoenix | 3 – 42 | Sand Falcons |  |

| Tromsø 20 maggio 2018, ore 14:00 | Tromsø Trailblazers | 24 – 0 | Tønsberg Raiders | Stakkevollan |

| Lillestrøm 20 maggio 2018, ore 14:00 | Lillestrøm Starfighters | 18 – 28 | Oslo Vikings 2 | Vigernesjordet |

| Sandnes 21 maggio 2018, ore 14:00 | Lura Bulls | 32 – 6 | Haugesund Hurricanes | Lura Stadion |

| Kongsvinger 21 maggio 2018, ore 14:00 | Kongsvinger Fortress | 6 – 33 | Drammen Warriors | Skansesletta friidrettsanlegg |

#### 7ª giornata
| Trondheim 26 maggio 2018, ore 14:00 | NTNUI Nidaros Domers | 44 – 6 | Fredrikstad Kings | Lade idrettspark |

| Kongsvinger 27 maggio 2018, ore 14:00 | Kongsvinger Fortress | 21 – 29 | Lillestrøm Starfighters | Skansesletta friidrettsanlegg |

| Tromsø 27 maggio 2018, ore 14:00 | Tromsø Trailblazers | 0 – 8 | Oslo Vikings 2 | Stakkevollan |

#### 8ª giornata
| Fredrikstad 2 giugno 2018, ore 14:00 | Fredrikstad Kings | 28 – 6 | Ålesund Phoenix | Kongsteenbanen |

| Ullensaker 2 giugno 2018, ore 14:00 | Sand Falcons | 6 – 45 | NTNUI Nidaros Domers | Olaløkka |

| Haugesund 3 giugno 2018, ore 14:00 | Haugesund Hurricanes | 70 – 0 | Åsane Seahawks 2 | Gymnasbanen 7 |

#### 9ª giornata
| Oslo 10 giugno 2018, ore 14:00 | Oslo Vikings 2 | 34 – 0 | Drammen Warriors | Frogner Stadion |

| Tønsberg 10 giugno 2018, ore 14:00 | Tønsberg Raiders | 26 – 30 | Sand Falcons | Gamle Idrett |

| Haugesund 10 giugno 2018, ore 14:00 | Haugesund Hurricanes | 35 – 0 (a tavolino) | Lura Bulls | Gymnasbanen 7 |

| Lillestrøm 10 giugno 2018, ore 14:00 | Lillestrøm Starfighters | 0 – 6 (d.t.s.) | Tromsø Trailblazers | Vigernesjordet |

#### 10ª giornata
| Kongsvinger 16 giugno 2018, ore 14:00 | Kongsvinger Fortress | 13 – 55 | NTNUI Nidaros Domers | Skansesletta friidrettsanlegg |

| Fredrikstad 17 giugno 2018, ore 14:00 | Fredrikstad Kings | 14 – 48 | Tønsberg Raiders | Kongsteenbanen |

#### 11ª giornata
| Ullensaker 23 giugno 2018, ore 14:00 | Sand Falcons | 39 – 32 | Haugesund Hurricanes | Olaløkka |

| Drammen 24 giugno 2018, ore 14:00 | Drammen Warriors | 21 – 22 | Tromsø Trailblazers | Berskog idrettspark |

### Classifica
La classifica della regular season è la seguente:
- PCT = percentuale di vittorie, G = partite giocate, V = partite vinte,  P = partite perse, PF = punti fatti, PS = punti subiti

| Pos. | Squadra                 | PCT   | G | V | N | P | PF  | PS  |
| ---- | ----------------------- | ----- | - | - | - | - | --- | --- |
| 1    | NTNUI Nidaros Domers    | 1.000 | 6 | 6 | 0 | 0 | 267 | 38  |
| 2    | Tromsø Trailblazers     | .800  | 5 | 4 | 0 | 1 | 85  | 29  |
| 3    | Oslo Vikings 2          | .800  | 5 | 4 | 0 | 1 | 111 | 67  |
| 4    | Sand Falcons            | .800  | 5 | 4 | 0 | 1 | 152 | 112 |
| 5    | Haugesund Hurricanes    | .600  | 5 | 3 | 0 | 2 | 191 | 71  |
| 6    | Lura Bulls              | .800  | 5 | 4 | 0 | 1 | 158 | 41  |
| 7    | Drammen Warriors        | .600  | 5 | 3 | 0 | 2 | 103 | 81  |
| 8    | Tønsberg Raiders        | .400  | 5 | 2 | 0 | 3 | 99  | 109 |
| 9    | Lillestrøm Starfighters | .200  | 5 | 1 | 0 | 4 | 66  | 123 |
| 10   | Fredrikstad Kings       | .400  | 5 | 2 | 0 | 3 | 86  | 151 |
| 11   | Åsane Seahawks 2        | .000  | 5 | 0 | 0 | 5 | 18  | 234 |
| 12   | Ålesund Phoenix         | .000  | 5 | 0 | 0 | 5 | 22  | 158 |
| 13   | Kongsvinger Fortress    | .000  | 5 | 0 | 0 | 5 | 47  | 191 |

## Verdetti
- NTNUI Nidaros Domers promossi in 1. divisjon 2019